# Mycetophagidae
Mycetophagidae là một họ bọ cánh cứng trong phân bộ Polyphaga. Họ này có khoảng 200 loài được xếp vào 18 chi phân bố trên toàn cầu.

## Hình ảnh

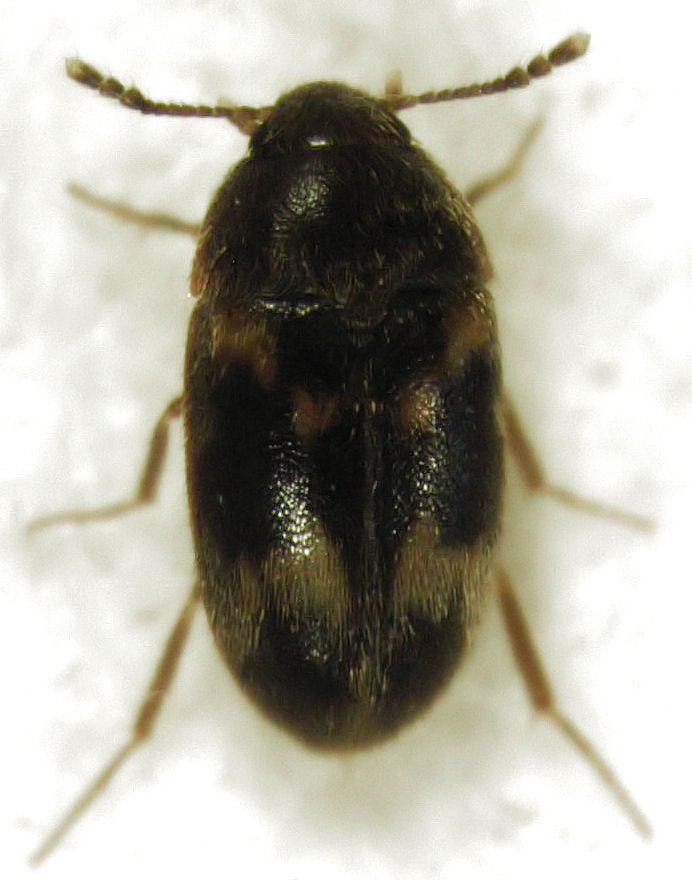
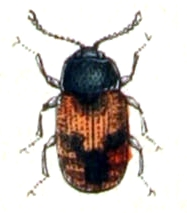
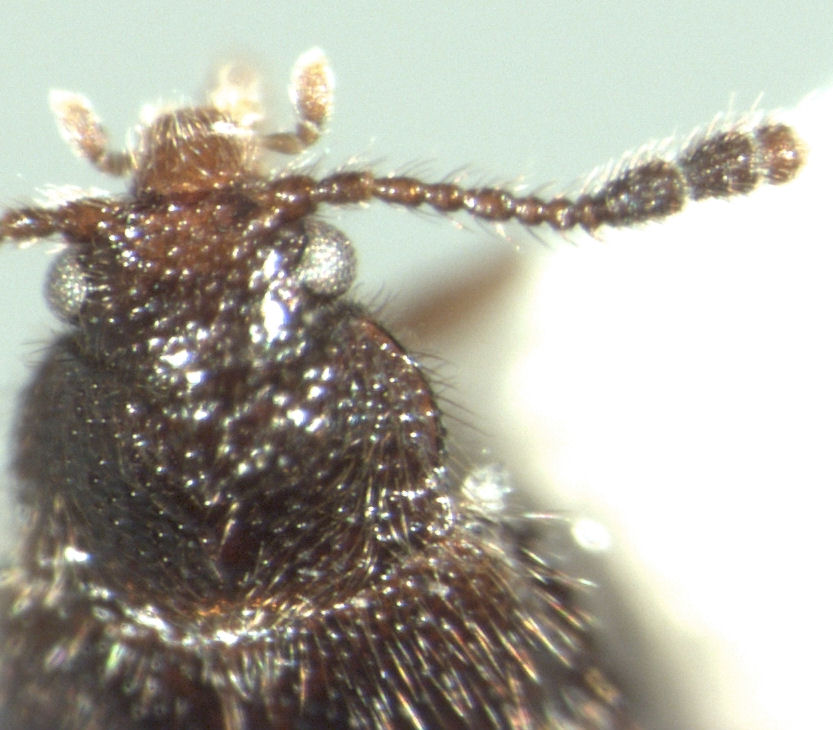